# 夏威夷島
夏威夷島是夏威夷群島中的最大島嶼，又稱大島（Big Island）；位於群島最南端，面积10414平方公里。
全島有豐富的火山活動，岛上有五个盾状火山，設有夏威夷火山国家公园，其中冒纳罗亚火山海拔4170米，它的大喷火口直径达5公里，常有熔岩喷出，1881年、1950年曾大喷发，是世界著名的活火山。
全島屬夏威夷縣範圍。主要都市有東側的希洛與西側的科納市（Kona，又稱Kailua-Kona）。
島上以生產夏威夷果仁與科納咖啡為主要農產事業。
島上並有高度超過4000公尺的茂納凱亞火山，設有天文台群。台灣與美國合作的宇宙微波背景輻射陣列望遠鏡（Array for Microwave Background Anisotropy，AMiBA ）則設在此島的茂納洛亞火山。

## 歷史
卡美哈梅哈一世於1791年成為夏威夷島的酋長，他經過多年征戰，於1810年統一夏威夷群島，建立了夏威夷王國。

## 地理與地質

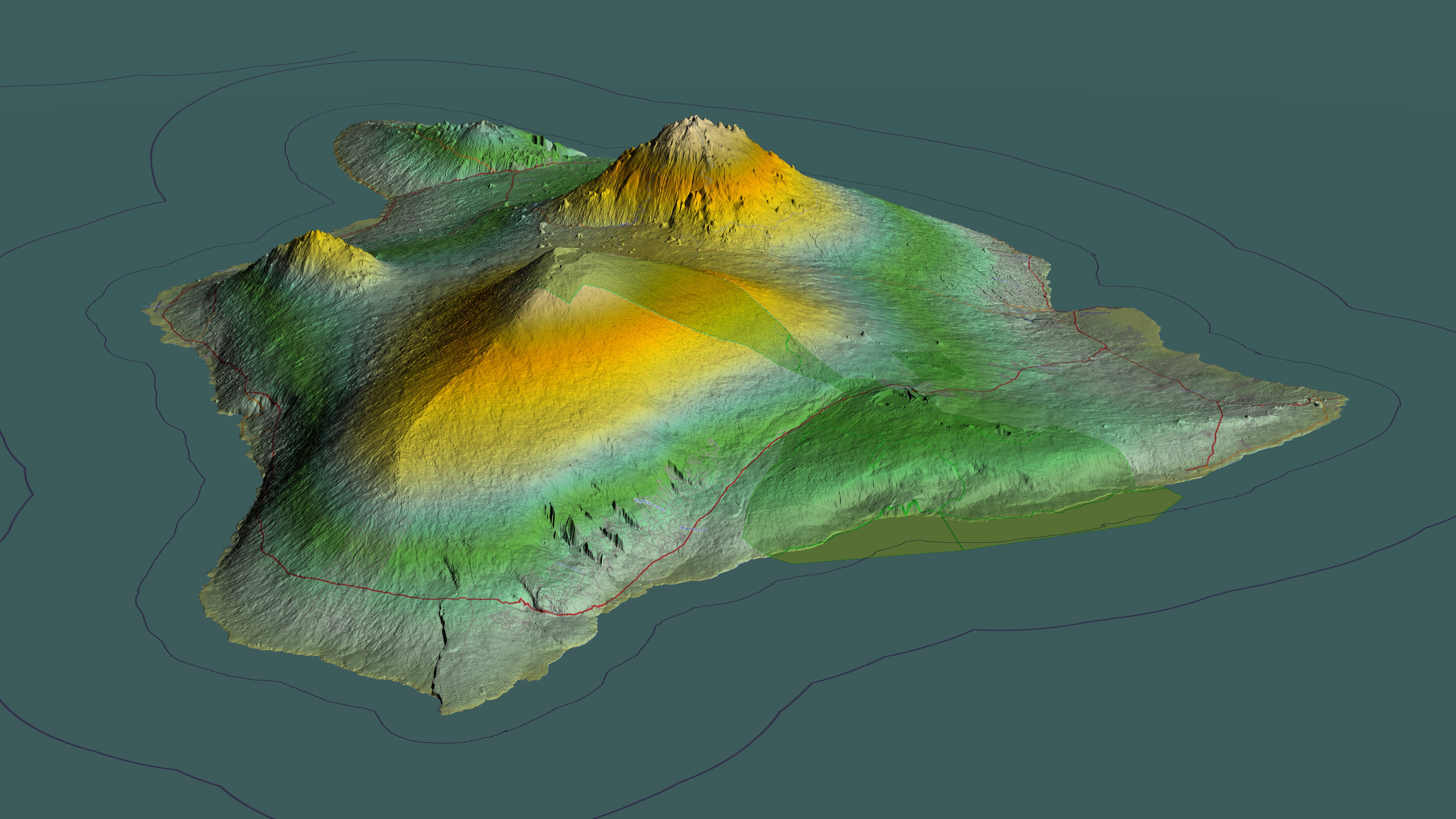
夏威夷島鳥瞰圖，3D電腦生成圖片

### 火山

五个盾状火山

夏威夷岛是从某种程度上爆发的连续五个单独的盾状火山，一个个重叠构建而成。它们是（从旧到新）：
- 科哈拉火山 - 死火山
- 冒纳凯亚火山 - 休眠。（地球上从底部到顶部的距离最大的山）
- 华利来火山 - 相对活跃
- 冒纳罗亚火山 - 活跃，部分在夏威夷火山国家公园
- 基拉韦厄火山 - 非常活跃：已自1983年以来不断爆发;夏威夷火山国家公园的一部分

### 邻县
- 茂宜縣

## 地图

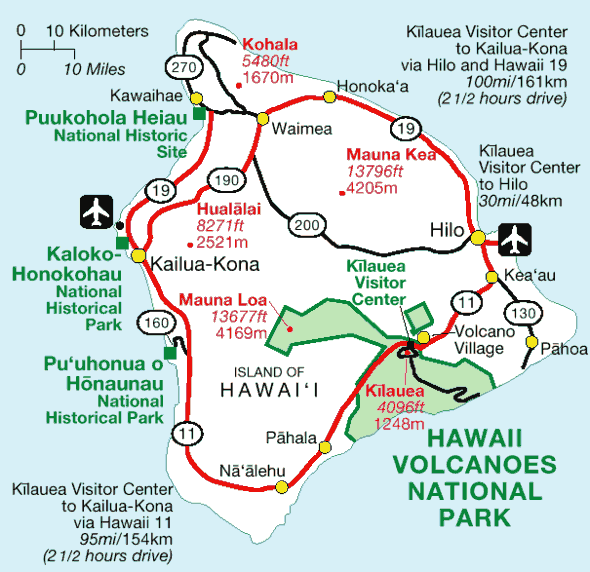
岛上国家公园，山脉和城市交通图
夏威夷岛的地形图 (交互式3D模型 for Chrome or Firefox) （页面存档备份，存于）